# Пиетиляйнен, Елена Евгеньевна
Елена Евгеньевна Пиетиляйнен (род. 1961) — российский писатель, прозаик, педагог, поэт и редактор, кандидат педагогических наук. Член и секретарь Правления Союза писателей России с 2004 года. Председатель Карельской писательской организации Союза писателей России (с 2008 года). Главный редактор журнала «Север» (с 2007 года).

## Биография
Родилась 10 октября 1961 года в городе Подпорожье Ленинградской области.
С 1979 по 1984 год обучалась в историко-филологическом факультете Петрозаводского государственного университета. С 1984 по 1997 год в течение тринадцати лет работала в Чупинской средней школе Карельской АССР — Республике Карелия в должности учителя русского языка и литературы. В 1996 году Елена Пиетиляйнен на всероссийском этапе конкурса «Учитель года России» становится победителем. С 1997 по 2007 год преподавала в Институте повышения квалификации работников образования и была директором Петрозаводского центра развития образования. В 2005 году защитила диссертацию на соискание учёной степени кандидат педагогических наук по теме: «Технология полного усвоения знаний как условие повышения эффективности урока». С 2007 года — главный редактор журнала «Север» и одновременно с 2008 года — руководитель Карельской писательской организации Союза писателей России
С 2018 года член Правления и секретарь Союза писателей России. С 1998 года из под пера поэтессы вышла первое поэтическое произведение «Оттаявший свет», в дальнейшем вышли такие сборники как: «Время дождей» (2003), «Предощущение» (2010), «Ниточка вечности» (2012), «От земли — и до рая…» (2015), «Между Ладогой и Онего» (2016), «Заповедник любви» (2019), а так же сборники детских книг: «Большими шагами» (2011), «Кто живёт в лесу и в доме?» (2011), «Счастливый случай» (2014). Произведения поэтессы печатались в «Литературной газете» и литературно-художественном журнале «Север».
В 1996 году «За высокое педагогическое мастерство, создание благоприятных условий для всестороннего развития личности, разработку авторских программ и учебных пособий» Елена Пиетиляйнен становится лауреатом премии Президента Российской Федерации работникам образования — лауреатам конкурса «Учитель года России»
В 2022 году подписала письмо в поддержку российского военного вторжения на Украину.

## Награды
- Медаль ордена «За заслуги перед Отечеством» II степени (8 ноября 2011) — за заслуги в развитии средств массовой информации и многолетнюю плодотворную работу[9]

### Звание
- Заслуженный учитель Республики Карелия
- Заслуженный работник культуры Республики Карелия

### Премии
- Премия президента Российской Федерации работникам образования — лауреатам конкурса «Учитель года России» (1996) — «За высокое педагогическое мастерство, создание благоприятных условий для всестороннего развития личности, разработку авторских программ и учебных пособий»)[6]
- Лауреат Всероссийской премии в области литературы и искусства имени Алексея Фатьянова «Соловьи, соловьи…» (2017)[1]
- Лауреат международных поэтических конкурсов «Золотое перо» (2009), «Звезда полей» (2010) и «Душа и слово» (2011)[1]